# Balafama Helen Wilcox
Balafama Helen Wilcox ( n. 1950 ) es una botánica inglesa

## Algunas publicaciones
- 1982. Cytological and hybridization studies inLeucanthemum (Compositae—Anthemideae) from North Africa. Plant Systematics and Evolution 139 ( 3-4): 179-195

- La abreviatura «B.H.Wilcox» se emplea para indicar a Balafama Helen Wilcox como autoridad en la descripción y clasificación científica de los vegetales.[2]